# Big E
Ettore Ewen (ur. 1 marca 1986 w Tampie na Florydzie) – amerykański wrestler występujący w brandzie Raw federacji WWE pod pseudonimem ringowym Big E. Jest byłym członkiem grupy The New Day, którą tworzył wraz z Kofim Kingstonem i Xavierem Woodsem.
Przed rozpoczęciem kariery wrestlera Ewen uprawiał trójbój siłowy; ustanowił wiele rekordów, a w 2011 wygrał mistrzostwa USA Powerlifting. W WWE zdobył NXT Championship, Intercontinental Championship, stał się także dwukrotnym posiadaczem (Raw) Tag Team Championship oraz sześciokrotnym posiadaczem SmackDown Tag Team Championship. Wraz z New Day pobił rekord posiadania mistrzostwa drużynowego w WWE – panowanie Big E, Kingstona i Woodsa jako Raw Tag Team Championów trwało 484 dni.

## Dzieciństwo
Ewen urodził się w Tampie na Florydzie. Uczęszczał do Wharton High School, gdzie zdobył wiele nagród za osiągnięcia sportowe; został licealnym mistrzem stanu Floryda w zapasach amatorskich. Po ukończeniu szkoły Ewen podjął studia na University of Iowa, gdzie grał w futbol amerykański dla uniwersyteckiej drużyny – Iowa Hawkeyes. W 2004 został zawieszony, a w 2005 ominął sezon z powodu kontuzji. Po wyleczeniu kontuzji skupił się na trójboju siłowym.

## Kariera trójboisty siłowego
11 lipca 2010 Ewen wziął udział w swoich pierwszych zawodach USA Powerlifting – United States Open Championships. Pobił wszystkie cztery rekordy raw stanu Floryda kategorii 125-kilogramowej, a także rekordy w martwym ciągu. Wygrał też Raw National Powerlifting Championships w 2011 roku. Każdy z jego rekordów został później pobity.

### Rekordy życiowe
Pobite w oficjalnych zawodach
- Przysiad ze sztangą – 322.5 kg[8]
- Wyciskanie leżąc – 240 kg[8]
- Martwy ciąg – 362.5 kg

Nieoficjalnym rekordem Ewena jest podniesione podczas treningu na siłowni 260 kg w wyciskaniu leżąc.

## Kariera wrestlera

### WWE

#### Florida Championship Wrestling (2009–2012)

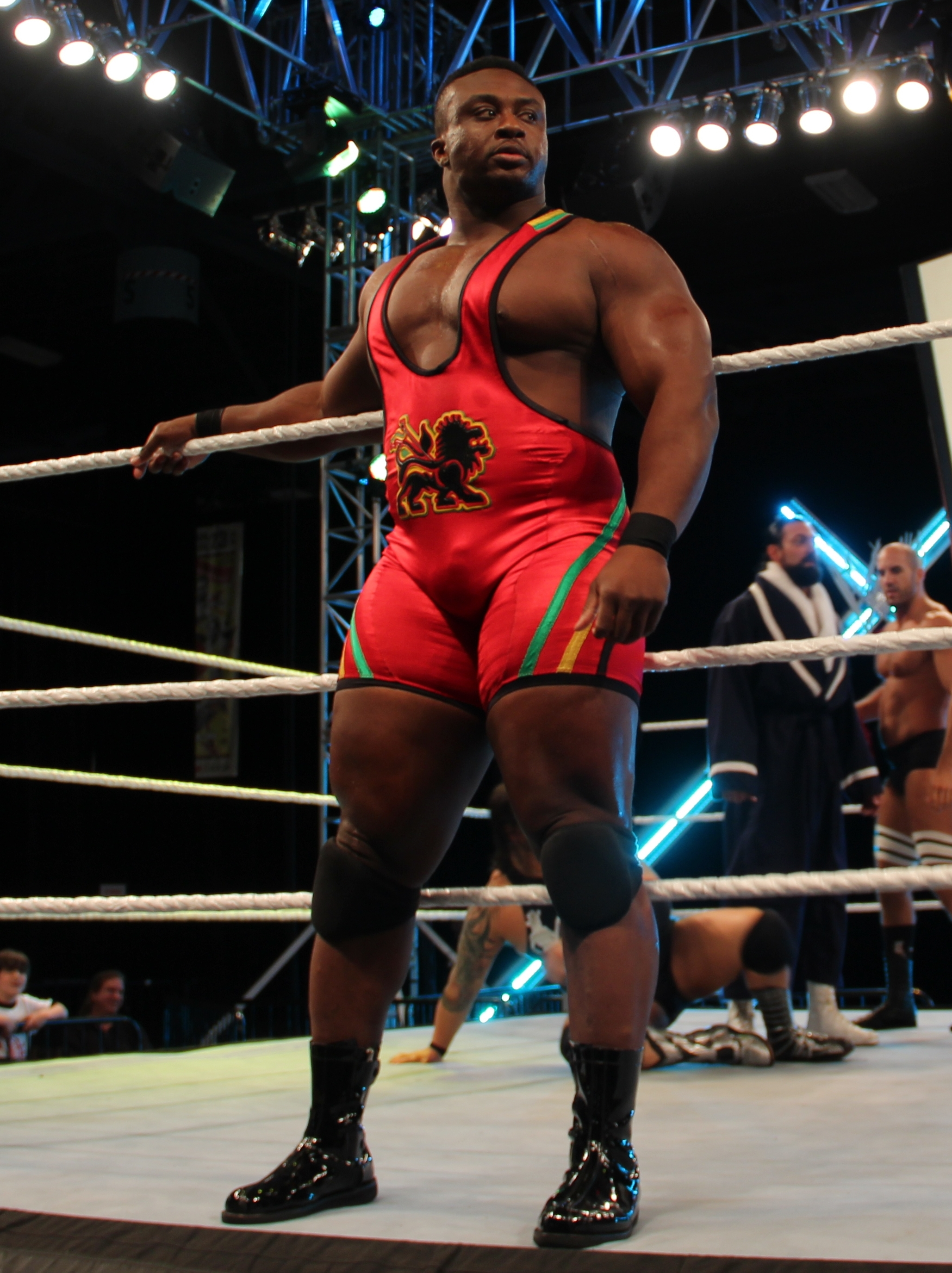
Big E na WrestleMania Axxess w kwietniu 2012

W 2009 Ewen podpisał kontrakt z federacją wrestlingu WWE, został przydzielony do jej ówczesnej rozwojówki – Florida Championship Wrestling (FCW). Zadebiutował 17 grudnia 2009 pod pseudonimem ringowym Big E Langston. 14 lipca 2010 zawalczył z posiadaczem FCW Florida Heavyweight Championship Luckym Cannonem, lecz nie udało mu się zdobyć tytułu. 12 maja 2011 połączył siły z Calvinem Rainesem, wspólnie pokonali Richiego Steamboata i Setha Rollinsa w walce o Florida Tag Team Championship. Tytuły utracili 21 lipca, na rzecz CJ'a Parkera i Donny'ego Marlowa. Podczas WrestleMania XXVIII Axxess w kwietniu 2012 Langston pokonał Antonio Cesaro.

#### NXT (2012–2013)
W 2012 roku WWE zamknęło FCW i zamieniło NXT w nowy brand rozwojowy. Langston zadebiutował podczas odcinka NXT, 1 sierpnia 2012, pokonując Adama Mercera. Langston rozpoczął serię wygranych; po wykonaniu swojej akcji kończącej nakazywał sędziemu odliczenie do pięciu (zamiast klasycznych trzech) przed przyznaniem przypięcia. Po tym jak Langston odmówił przyjęcia usług menedżerskich Vickie Guerrero, ta obiecała przyznanie 5.000 dolarów nagrody dla osoby, która pokona Langstona. Ostatecznie, oferta została wycofana przez komisarza NXT Dusty'ego Rhodesa.
W 2013 Langston zaczął rywalizację z The Shield. 9 stycznia pokonał NXT Championa i członka Shield Setha Rollinsa w No Disqualification matchu, zdobywając swoje pierwsze mistrzostwo w karierze. 12 czerwca 2013, po 168 dniach panowania, Langston utracił NXT Championship na rzecz Bo Dallasa.

#### Sojusz z AJ Lee i Dolphem Zigglerem (2012–2013)

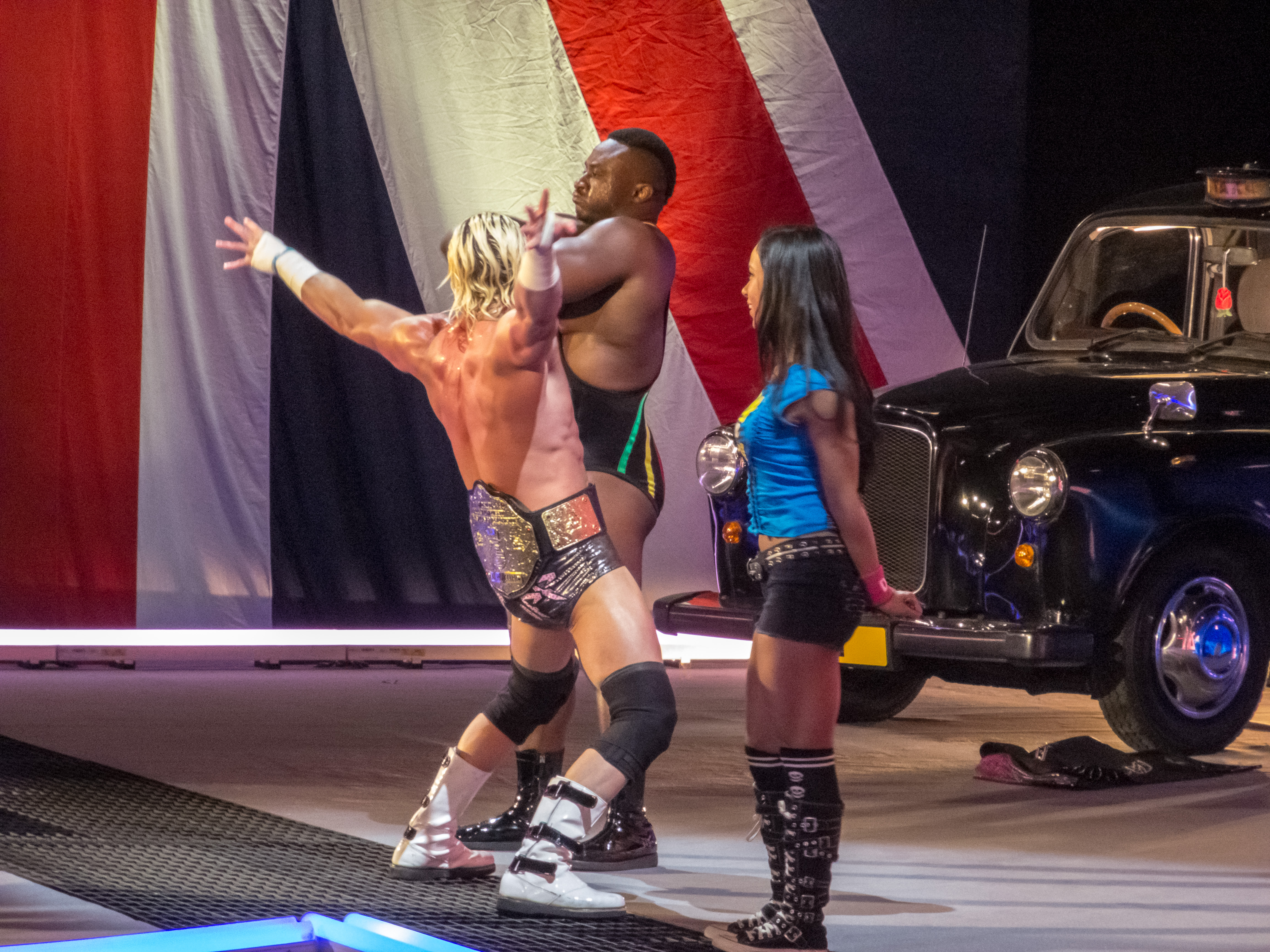
Big E (z tyłu) na Raw w kwietniu 2013 z World Heavyweight Championem Dolphem Zigglerem i ich menedżerką AJ Lee

Langston zadebiutował w głównym rosterze WWE 17 grudnia 2012 na odcinku Raw, atakując Johna Cenę i sprzymierzając się z AJ Lee. Langston stał się ochroniarzem dla scenariuszowego chłopaka Lee – Dolpha Zigglera. Na WrestleManii 29 Langston i Ziggler przegrali walkę o Tag Team Championship z Team Hell No (Danielem Bryanem i Kanem).
Langston zawalczył w Best-of-Five Series przeciwko rywalowi Zigglera – Alberto Del Rio; Del Rio wygrał serię walk 3-2. 10 czerwca na Raw Langston ujawnił się jako tajemniczy wielbiciel mistrzyni Div Kaitlyn. Później okazało się, że było to jedynie częścią planu rywalizującej z mistrzynią AJ Lee. Langston i Lee kontynuowali ośmieszanie Kaitlyn, a Lee ostatecznie odebrała Divas Championship z rąk rywalki na gali Payback. 15 lipca, podczas Raw, Ziggler zakończył związek z Lee, przez co stał się ofiarą ataku ze strony Langstona. Na SummerSlam Langston i Lee zostali pokonani przez Zigglera i Kaitlyn w Mixed Tag Team matchu. Po przegranej walce Langston zakończył współpracę z Lee.

#### Intercontinental Champion (2013–2014)
18 października na SmackDown Langston przegrał pojedynek z CM Punkiem; po walce pomógł przeciwnikowi wygonić z ringu Rybacka i Curtisa Axela, tym samym przechodząc face turn. Trzy dni później Langston i Punk pokonali Rybacka i Axela w walce drużynowej. Na gali Hell in a Cell miała odbyć się walka pomiędzy Langstonem a Axelem o Intercontinental Championship, lecz Axel został wycofany z walki krótko przed galą z powodu kontuzji. Langston odnowił rywalizację z The Shield i na Hell in a Cell zawalczył o United States Championship z Deanem Ambrosem; nie udało mu się zdobyć mistrzostwa. Następnej nocy na Raw odbyła się walka rewanżowa. Ta zakończyła się dyskwalifikacją Ambrose’a, spowodowaną interwencją reszty Shield.
18 listopada na Raw Langston zawalczył o Intercontinental Championship z Axelem i pokonał go, zdobywając mistrzostwo. Sześć dni później, na Survivor Series, Langston obronił pas w walce rewanżowej z Axelem, a na TLC pokonał Damiena Sandowa. Na Elimination Chamber, pod skróconym pseudonimem Big E obronił tytuł w starciu z Jackiem Swaggerem. Big E wziął udział w Andre the Giant Memorial Battle Royalu na WrestleManii XXX, lecz nie udało mu się go wygrać. Na Extreme Rules Big E stracił Intercontinental Championship na rzecz Bad News Barretta. Wkrótce rozpoczął rywalizację z Rusevem i przegrał walki z nim na galach Payback i Money in the Bank. Na Battleground Big E wziął udział w Battle Royalu o Intercontinental Championship, który został wygrany przez The Miza.

#### The New Day (od 2014)

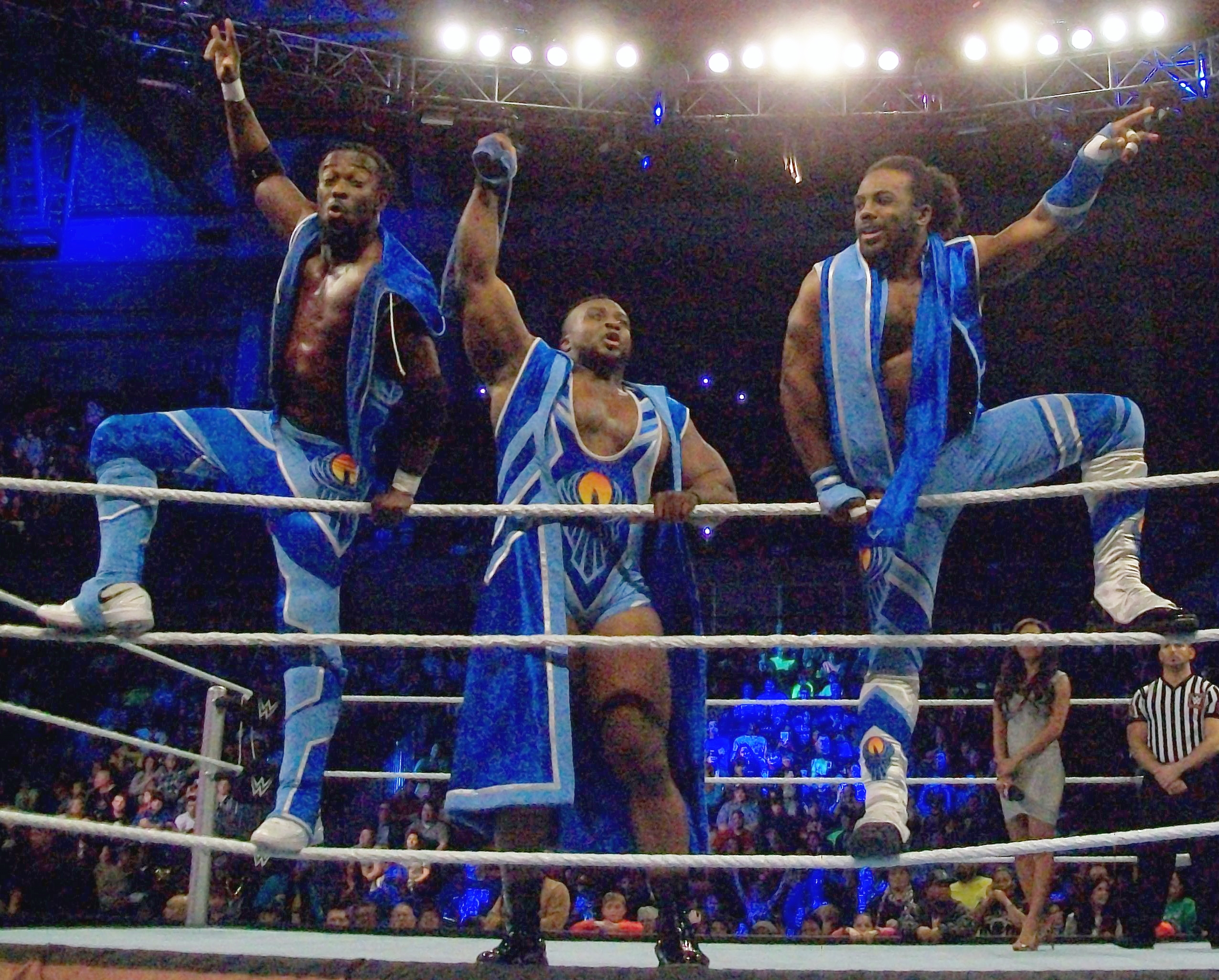
Big E (pośrodku) z Kofim Kingstonem (na lewo) i Xavierem Woodsem (na prawo) jako The New Day w styczniu 2015

Wkrótce Big E połączył siły z Kofim Kingstonem. 21 lipca na Raw Xavier Woods zaproponował im współpracę po tym, jak Big E i Kingston odnieśli kolejną porażkę jako drużyna. Duo połączyło siły z Woodsem i następnego dnia podczas Main Event wygrali starcie z Heathem Slaterem i Titusem O’Neilem. Jednakże, grupa Woodsa szybko zniknęła z telewizji – od sierpnia Big E i Kingston walczyli w starciach solowych, nie wspominając o wcześniejszym sojuszu. Pomimo rozwiązania grupy w programach WWE, Big E, Kingston i Woods wciąż występowali razem na house showach.
W listopadzie WWE zaczęło wypuszczać winiety zwiastujące utworzenie grupy The New Day składającej się z Big E, Kingstona i Woodsa. Grupa zaprezentowana była jako szerzące optymizm afroamerykańskie trio. The New Day zadebiutowało 28 listopada na SmackDown, wygrywając starcie drużynowe z Titusem O’Neilem, Heathem Slaterem i Curtisem Axelem. Na WrestleManii 31 Big E i Kingston wzięli udział w 4-Way Tag Team matchu o WWE Tag Team Championship, lecz nie zdołali zdobyć tytułów. Wszyscy trzej członkowie New Day wzięli później udział w André the Giant Memorial Battle Royalu, który został wygrany przez Big Showa. Po gali New Day przeszło heel turn. Na Extreme Rules Big E i Kingston zdobyli Tag Team Championship po raz pierwszy, pokonując Tysona Kidda i Cesaro.
New Day broniło tytułów pod zasadą Freebird Rule, dzięki której wszyscy trzej członkowie uznawani byli za mistrzów, jednakże podczas walk tylko dwóch z nich broniło tytułów – najczęściej byli to Big E i Kingston, którym menedżerował Woods. Nowi mistrzowie pokonali Kidda i Cesaro w rewanżach na SmackDown i Payback; Woods interweniował w obu walkach. Na Elimination Chamber New Day wzięli udział w pierwszym w historii Tag Team Elimination Chamber matchu, wyeliminowali The Prime Time Players (Darrena Younga i Titusa O’Neila) jako ostatnich i obronili tytuły. Jednakże, Prime Time Players odebrali tytuły mistrzowskie z rąk New Day na gali Money in the Bank. New Day odzyskało Tag Team Championship w Fatal 4-Way Tag Team matchu na SummerSlam. Następnej nocy na Raw po tym, jak New Day pokonało Lucha Dragons, The Dudley Boyz (Bubba Ray i D-Von Dudley) powrócili do WWE i zaatakowali mistrzów. Na Night of Champions New Day przegrało starcie z Dudley Boyz poprzez dyskwalifikację, co pozwoliło im zachować mistrzostwa. 5 października na Raw Big E wziął udział w Open Challenge o WWE United States Championship Johna Ceny, lecz przegrał pojedynek. Rywalizacja New Day z The Dudley Boyz zakończyła się wygraną przez mistrzów walką na gali Hell in a Cell.
Na gali TLC The New Day obroniło tytuły w Triple Threat Tag Team matchu przeciwko Lucha Dragons i The Usos. W styczniu rozpoczęli rywalizację z Chrisem Jericho. Jericho pomógł The Usos zdobyć miana pretendenckie do pasów mistrzowskich The New Day, lecz na Royal Rumble mistrzowie zdołali wygrać walkę z pretendentami. Wkrótce rozpoczęli rywalizację z The League of Nations (Sheamusem, Kingiem Barrettem, Rusevem i Alberto Del Rio), co zapoczątkowało proces face turnu grupy. Na gali Roadblock obronili tytuły w walce z Sheamusem i Barrettem, a dzień później pokonali Alberto Del Rio i Ruseva. Po walce trio zostało zaatakowane przez wszystkich członków League of Nations. Grupa przyjęła wyzwanie League of Nations na walkę na WrestleManii 32. Starcie przegrali, lecz zdołali pokonać przeciwników następnego dnia podczas odcinka Raw, kończąc rywalizację.

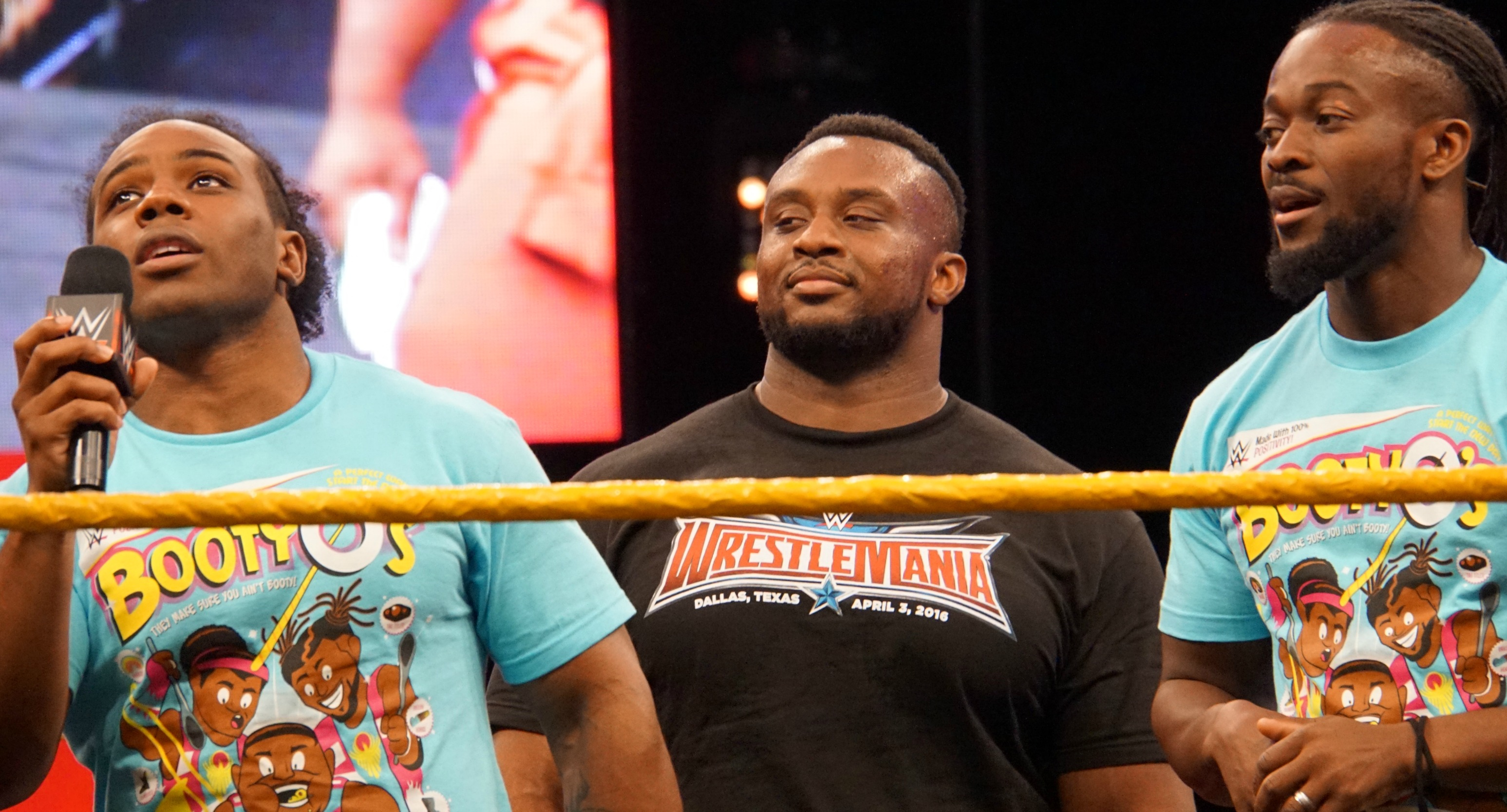
The New Day podczas WrestleMania Axxess w kwietniu 2016

W kwietniu The New Day ogłosiło turniej o miano pretendenckie do posiadanych przez nich tytułów. Na gali Payback odbył się finał turnieju; zawalczyli w nim The Vaudevillains oraz Enzo Amore i Colin Cassady. Pojedynek zakończył się bez rezultatu. The Vaudevillains otrzymali szansę walki o WWE Tag Team Championship na gali Extreme Rules, lecz The New Day zdołało obronić tytuły. The New Day wygrało Fatal 4-Way Tag Team match o WWE Tag Team Championship na Money in the Bank, po czym rozpoczęło rywalizację z powracającą frakcją The Wyatt Family. Po ostrej wymianie zdań i ciosów ogłoszono, że dwie drużyny zmierzą się ze sobą na gali Battleground. W lipcu, w wyniku WWE Draftu, The New Day stało się częścią brandu Raw. 22 lipca, The New Day stali się najdłużej panującymi WWE Tag Team Championami, pokonując poprzedni rekord 331 dni ustanowiony przez Paula Londona i Briana Kendricka. Po tym, jak SmackDown otrzymało WWE SmackDown Tag Team Championship, nazwę posiadanego przez New Day mistrzostwa zmieniono analogicznie na „WWE Raw Tag Team Championship”. 1 sierpnia Big E odniósł kontuzję w wyniku ataku ze strony Luke’a Gallowsa i Karla Andersona. Powrócił na gali SummerSlam i zaatakował rywali podczas ich walki z Kingstonem i Woodsem. Na Clash of Champions The New Day obroniło tytuły, pokonując Gallowsa i Andersona w kolejnej walce. 31 października członkowie New Day stali się kapitanami tag-teamowej drużyny reprezentującej Raw w międzybrandowym starciu przeciwko drużynie SmackDown na Survivor Series. New Day zostało szybko wyeliminowane z walki przez The Usos.
12 grudnia, po skutecznej obronie tytułów w dwóch Triple Threat matchach (najpierw przeciwko Sheamusowi i Cesaro oraz Gallowsowi i Andersonowi, a potem przeciwko Kevinowi Owensowi i Chrisowi Jericho oraz Sethowi Rollinsowi i Romanowi Reignsowi), członkowie New Day stali się najdłużej panującymi mistrzami tag team w historii WWE, pobijając poprzedni, ustanowiony przez Demolition rekord 478 dni. Zaledwie 5 dni później, na gali Roadblock: End of the Line, New Day utraciło tytuły na rzecz Cesaro i Sheamusa. W lutym 2017 ogłoszono, że New Day poprowadzą WrestleManię 33. 3 kwietnia, na Raw po WrestleManii, przegrali walkę z debiutującym Revival (Dashem Wilderem i Scottem Dawsonem). 11 kwietnia, w wyniku Superstar Shake-upu, The New Day zostało przeniesione do rosteru SmackDown.
W programie telewizyjnym niebieskiej tygodniówki po raz pierwszy pojawili się dopiero 30 maja, wyzywając do walki posiadaczy WWE SmackDown Tag Team Championship – The Usos (Jaya i Jimmy’ego Uso). Zmierzyli się z nimi na gali Money in the Bank, lecz nie udało im się zdobyć mistrzostw. 23 lipca, na Battleground, The New Day pokonało The Usos w walce rewanżowej, zdobywając SmackDown Tag Team Championship po raz pierwszy. Ich panowanie trwało 28 dni, tytuły utracili podczas gali SummerSlam, w kolejnym starciu z braćmi Uso. New Day kontynuowało rywalizację z Usos, mierząc się z nimi podczas SmackDown z 29 sierpnia; spotkanie przegrali, toteż – zgodnie ze stypulacją starcia – Usos mogli wybrać rodzaj kolejnej walki, mającej odbyć się na gali No Mercy.

## Filmografia
| Rok  | Tytuł             | Rola                 | Notka                                  |
| ---- | ----------------- | -------------------- | -------------------------------------- |
| 2015 | Total Divas       | Zagrał samego siebie | Gościnne wystąpienie                   |
| 2016 | WWE Swerved       | On sam               |                                        |
| 2016 | WWE Ride Along    | On sam               |                                        |
| 2016 | Let's Make a Deal | On sam               | Gościnne wystąpienie (z grupą New Day) |

## Mistrzostwa i osiągnięcia
- Florida Championship Wrestling

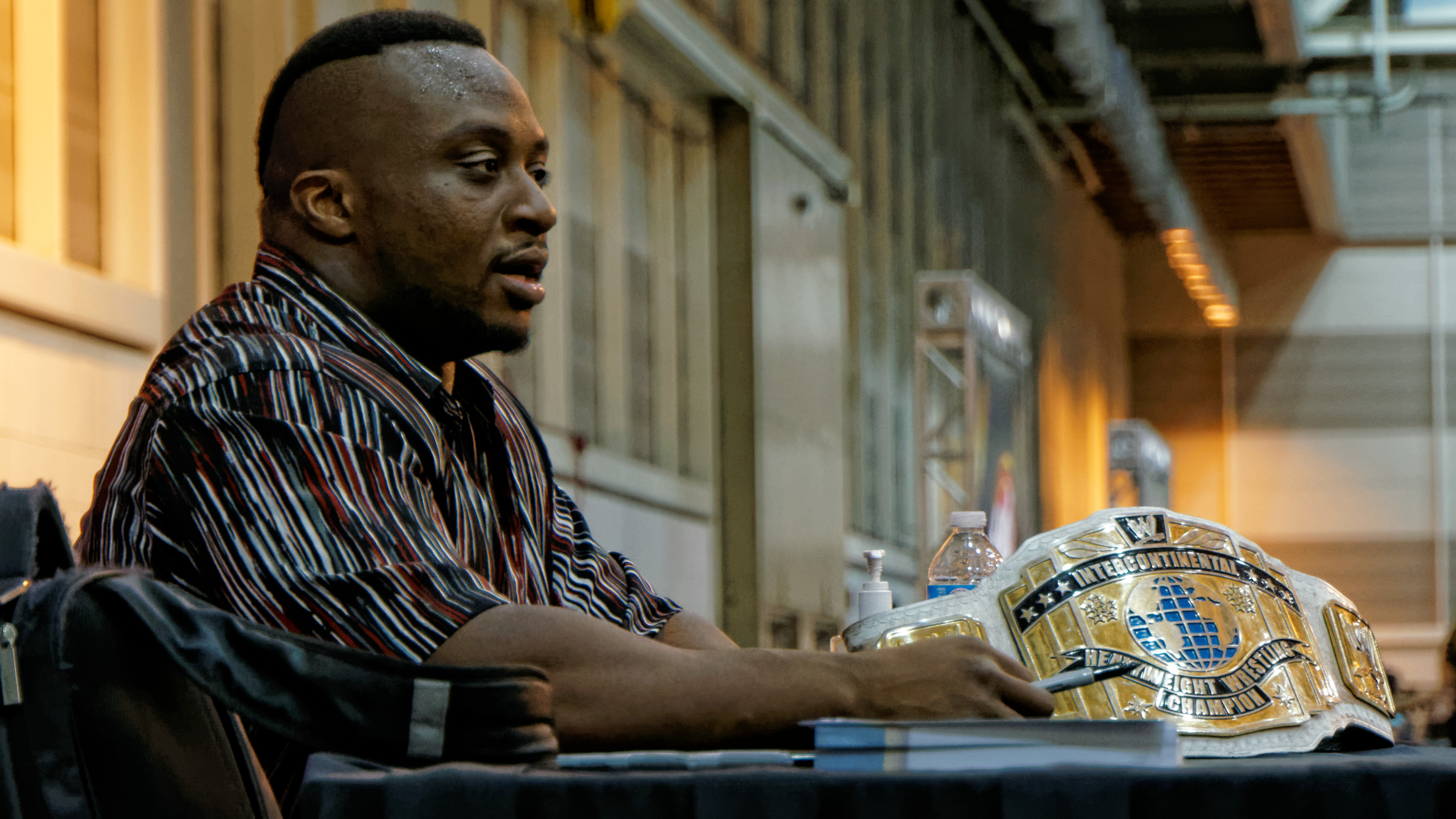
Big E jest dwukrotnym i obecnym posiadaczem WWE Intercontinental Championship.

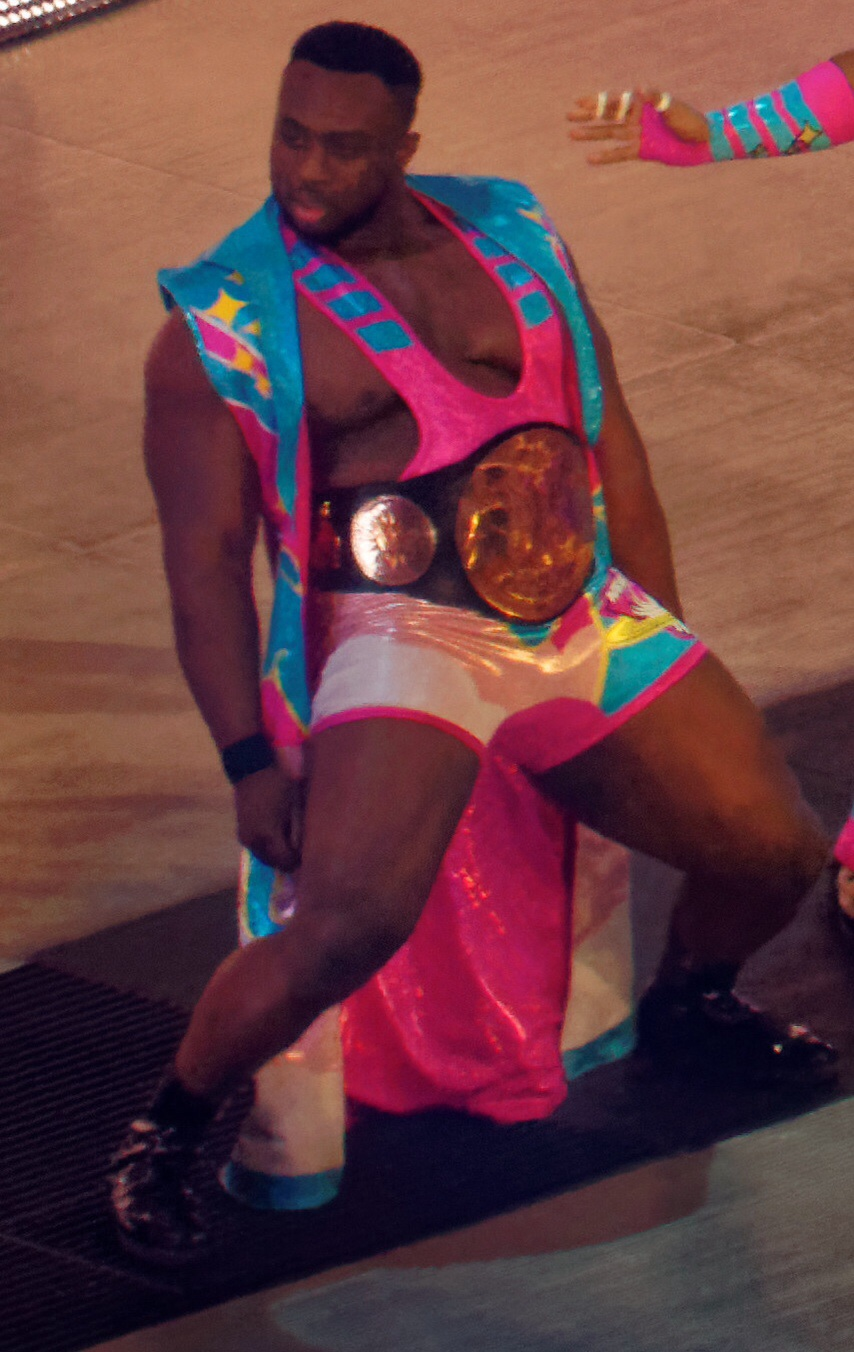
Big E jest dwukrotnym i najdłużej panującym WWE Raw Tag Team Championem w historii.

  - FCW Florida Tag Team Championship (1 raz) – z Calvinem Rainesem[81]
- Pro Wrestling Illustrated
  - Tag team roku (2015, 2016) z Kofim Kingstonem i Xavierem Woodsem
  - PWI umieściło go na 24. miejscu w top 500 wrestlerów rankingu PWI 500 w 2014[82].
- Rolling Stone
  - Comeback of the Year (2015)[83] Jako członek The New Day
  - Second-Best Heels (2015)[84] Jako członek The New Day
  - WWE Wrestlers of the Year (2015)[83] Jako członek The New Day
- Wrestling Observer Newsletter
  - Najlepszy gimmick (2015) The New Day[85]
- WWE
  - WWE Championship (1 raz, obecnie)[86]
  - WWE Intercontinental Championship (2 razy)[86]
  - WWE (Raw) Tag Team Championship (2 razy)[a] – z Kofim Kingstonem i Xavierem Woodsem[86]
  - WWE SmackDown Tag Team Championship (6 razy) – z Kofim Kingstonem i Xavierem Woodsem[86]

- WWE NXT
  - NXT Championship (1 raz)[86]